# Genius Loci (curta)
Genius Loci é um curta-metragem de animação francês de 2020 de Adrien Merigeau.

## Enredo
Renee, uma jovem solitária, vê uma pessoa mítica sob o caos urbano uma noite.

## Indicações
O curta foi indicado ao Oscar de Melhor Curta de Animação.